# 東方晴兒
東方晴兒（1992年6月24日—），本名王鑫，出生於河南商丘，中國內地女歌手。

## 從藝經歷
- 2015年9月25日發行歌曲愛你卻發我心碎
- 2017年11月2日發行歌曲草原情歌
- 2017年12月5日發行歌曲再見吧我最愛的你
- 2018年5月17日發行歌曲愛一愛到老
- 2019年1月31日發行歌曲想你的遠方
- 2019年2月18日發行歌曲格局
- 2019年3月14日發行歌曲累了痛了就放手